# The Beauty Shoppers
The Beauty Shoppers est un film américain réalisé par Louis J. Gasnier et sorti en 1927.

## Fiche technique
- Réalisation : Louis J. Gasnier
- Scénario : Travers Lane, Jack Natteford
- Producteur : Jacques Haïk
- Photographie : Joseph A. Du Bray, Stephen S. Norton
- Montage : James C. McKay
- Production : Tiffany Pictures
- Distributeur : Tiffany Pictures
- Durée : 60 minutes
- Genre : Comédie
- Date de sortie : 15 avril 1927 (USA)

## Distribution
- Mae Busch : Mabel Hines
- Doris Hill : Peggy Raymond
- Ward Crane : Sloane Maddox
- Thomas Haines : Dick Merwin
- Cissy Fitzgerald : Mrs. Schuyler
- James A. Marcus : Sam Billings
- Leo White : Achille
- Dale Fuller : Olga
- William A. Carroll : Mr. Schuyler
- Lucio Flamma : artiste